# Sibil·la de Saga
Sibil·la de Saga (Berga, 1240 - Barcelona, 1320) va ser una noble catalana vinculada a Berga, Barcelona i Tàrbena.

## Biografia
Era filla de d'Arnau de Saga i Guillema de Berga, senyors de Berga. El 2 d'agost de 1265 va contraure matrimoni amb Arnau de Cabrera, castlà del castell de Cabrera (Osona) i senyor de Voltregà (no confondre amb el vescomtat de Cabrera). Arnau de cabrera era fill de Berenguer de Cabrera i de Guillema, amant de Jaume I. La jove Sibil·la desbancà a la madura Guillema, i es convertí en la nova amant del rei. Intentà aconseguir l'anul·lació del matrimoni, que no va aconseguir, però el 1275 deixa al seu marit.
D'aquest matrimoni nasqueren Berenguer, que succeí al seu pare en la castlania de Cabrera i en els altres dominis el 1286, Arnau, Dalmau, Pere i Constança. Durant els primers deu anys la parella gaudí de tranquil·litat. Se sap que pels volts de 1274 Sibil·la ja coneixia el rei Jaume I i que a finals d'aquest any demanà al papa l'anul·lació matrimonial, al·legant que el seu marit vivia amb una altra dona quan es casaren i l'acusà de possibles maltractaments. Sibil·la s'instal·là a Barcelona en una casa on vivia amb la seva germana Beatriu i els cinc fills. Però el papat no va cedir a les peticions de la dona.
L'1 de gener de 1275 Jaume I fa donació a Sibil·la de Saga del castell i vila de Tàrbena, amb les seves fortaleses, alqueries, honors i termes, en franc i lliure alou. Aquesta donació, fou confirmada per l'Infant Pere el 25 de gener de 1275. El 15 de novembre es torna a confirmar la possessió de Tàrbena, a més de Terrassa, Gurb i Tagamanent.
El rei Jaume va morir l'any 1276, després d'haver demanat al papa l'anul·lació de la paraula de matrimoni que havia donat a Teresa Gil de Vidaurre, llavors malalta de lepra. Mentre es resolia el procés, el rei havia donat a la seva amant el castell de Tàrbena, al País Valencià, amb els seus drets i també les terres i castells que havien estat donades a Guillema, sogra de Sibil·la, quan era l'amant reial.
Els cinc fills que tingué Sibil·la moriren abans que ella. Constança, l'única filla de la parella Cabrera, es casà amb Guerau de Cabrera i tingué tres filles, Isabel, Elionor i Sibil·la. Constança segurament morí jove perquè quan es casà la seva filla gran Isabel amb Ramon Berenguer de Cabrera el 1308, la dotà la seva àvia Sibil·la, ja que aquesta des de la mort del seu marit i dels cinc fills havia quedat com a única hereva de tots els béns familiars.
Isabel enviduà aviat i es tornà a casar cap al 1312 amb Bernat de Sarrià, important militar i diplomàtic al servei dels reis d'Aragó. El 1320 Sibil·la encara lluitava per a recuperar els béns que havien estat donats a la família Cabrera i que, després de la mort de Ramon Berenguer de Cabrera, la família d'aquest havia de retornar. Sibil·la volia que aquests béns servissin de dot novament per a la seva neta Isabel per raó del nou casament, augmentant-lo amb altres possessions d'ella, a canvi d'un pagament de 70.000 sous, que mai va cobrar. Desil·lusionada per aquest incompliment, en el seu últim testament va fer hereu el seu besnet Artal de Foces, fill de la seva neta Sibil·la de Cabrera i de Martí Roderic de Foces.
Sibil·la de Saga sabé fer-se seva la família reial. Els béns que li deixà Jaume I, els confirmà Pere II i Alfons el Liberal i Jaume II. Les relacions eren tan bones que Alfons el Benigne visqué a casa seva durant un temps.
Sibil·la deixà molts béns als monestirs i esglésies i per obres pietoses. Potser els llegats que tingueren més transcendència van ser la donació per a la fundació d'un convent femení de clausura de l'orde dels dominics, conegut com a Mont-sió, i la cessió d'una casa al raval de Barcelona als monjos de Poblet per ajudar a la creació de la casa de Natzaret, centre que els monjos benedictins tingueren a la ciutat comtal a partir de llavors. Va ser enterrada a la Capella de Santa Margarida, que ella havia fet construir a l'església de Santa Caterina dels dominicans.